# Mohamed Demagh
Mohamed Demagh (محمد دماغ) (Batna, 4 de julio de 1930-Batna, 16 de agosto de 2018) fue un escultor argelino de etnia bereber.

## Biografía
Durante la guerra de Independencia de Argelia, sobrevivió a un bombardeo de la aviación francesa cuando pertenecía a la resistencia en Aurés, bajo el mando de Mohamed Boudiaf; 35 de sus compañeros murieron. Se había negado a participar en la guerra de Indochina.
Comenzó su vida como artista en 1966. OrganizÓ y presentÓ varias exposiciones individuales y colectivas en Argelia (1972, 1974, 1983, 1992) y en el extranjero. Hizo dos esculturas: (L'étonnement (Sorpresa) y La mère et l'enfant (La madre y el niño)) para el Festival panafricain d'Alger en 1969.
Después de los ataques del 11 de septiembre y en homenaje a las víctimas, creó una obra con restos de bombas que datan de la guerra de Argelia. Una retrospectiva de su vida artística fue realizada por la televisión argelina durante la década de 1980. Fue amigo del escritor Kateb Yacine.

## Obra
Una de sus esculturas más famosas lleva el título de Napalm. (Ver aquí)

## Nota crítica
En su estudio en Batna, Mohammed Demagh no deja dormir a la madera. La moldea para liberar el indicio que dormita bajo la ganga pesada de la corteza. Madera talada en la que el escultor infunde una nueva vida, comunica una dinámica diferente para iniciar la conquista de nuevas formas y nuevos significados. 
La escultura de Mahoma Demagh es tanto una escultura bisagra, como una escultura de testimonio. Del grabado popular sobre madera, ha conservado la espontaneidad y algo de su tosquedad; de las conquistas plásticas actuales, adoptó la libertad de las formas y la audacia de las expresiones. El cuerpo de la pieza tallada se convierte en un campo de gritos y señales, donde cada observador puede alojar sus propias visiones y su propia lectura

Tahar Djaout (1980)